# Borsosberény
Borsosberény è un comune dell'Ungheria di 1.044 abitanti (dati 2001). È situato nella contea di Nógrád.